# Poju
Poju (* 1976 in Vaajakoski; richtiger Name Pasi Heinonen) ist ein finnischer Popsänger.

## Biografie
Poju war von 2007 bis 2010 Sänger der Band Hausmylly, die in dieser Zeit zwei ihrer größten Hits hatte. Im Jahr darauf veröffentlichte er den Stimmungssong Poika (saunoo). Bei der Berichterstattung zur Eishockey-WM 2011 wurde das Lied vom Sender YLE eingesetzt und entwickelte sich zur Hymne der erfolgreichen finnischen Mannschaft, die sich zum zweiten Mal nach elf Jahren den Weltmeistertitel holte. Das Lied wurde eines der erfolgreichsten Lieder des Jahres und blieb sieben Wochen auf Platz 1 und ein halbes Jahr in den finnischen Top-20-Charts. Es war das meistverkaufte Lied des Jahres und wurde mit Platin ausgezeichnet.
Im Herbst 2011 gelang es Poju außerdem, auch mit seinem Debütalbum in die finnischen Albumcharts einzuziehen.
Als Finnland 2019 ein drittes Mal Weltmeister wurde, kehrte das Lied für eine Woche auf Platz 7 der Charts zurück.

## Diskografie
Alben
- Panokset kovenee (2011)

Lieder
- Poika (saunoo) (2011)
- Katseet kenttään (2011)